# Denhama gracilis
Denhama gracilis är en insektsart som först beskrevs av Sjostedt 1918.  Denhama gracilis ingår i släktet Denhama och familjen Phasmatidae. Inga underarter finns listade i Catalogue of Life.